# کتاب دوستان ناتسومه
کتاب دوستان ناتسومه (به انگلیسی: Natsume's Book of Friends) مجموعه مانگا ژاپنی نوشته و تصویرگری یوکی میدوریکاوا است که از ژوئن ۲۰۰۳ تا آوریل ۲۰۰۸ در مجله شوجو لا لا دی‌ایکس منتشر شد و در مجله لالا در حال انتشار است. تا سپتامبر ۲۰۲۴ چپترهای اثر در ۳۱ جلد تانکوبون گردآوری شده است.
مجموعه تلویزیونی انیمه اقتباسی ساخته استودیو برینز بیس (فصل ۱ تا ۴) و استودیو شوکا (فصل ۵ به بعد) در سال‌های ۲۰۰۸، ۲۰۰۹، ۲۰۱۱، ۲۰۱۲، ۲۰۱۶، ۲۰۱۷ و ۲۰۲۴ از شبکه تی‌وی توکیو پخش شده است. همچنین دو فیلم بلند انیمه در سال‌های ۲۰۱۸ و ۲۰۲۱ نیز اکران شدند.
تا سپتامبر ۲۰۲۳، مانگا بیش از ۱۶ میلیون نسخه فروخته است.

## داستان
داستان دربارهٔ یک پسر نوجوان یتیم به نام تاکاشی ناتسومه است که قدرت ادراک فراحسی دارد و می‌تواند یوکای را درک کند و با آن مبارزه کند. یک روز، تاکاشی یک دفترچه یادداشت بسیار قدیمی به نام «کتاب دوستان» را پیدا می‌کند که توسط مادربزرگش که در سحر و جادو فعال بوده، برجای مانده است. از این دفترچه یادداشت برای اتصال ده‌ها روح قدرتمند شیطانی خوب و بد، استفاده می‌شده. تاکاشی تصمیم می‌گیرد همه نام‌های موجود در دفترچه یادداشت را احراز کند. در ادامه او با یک روح گربه مانند به نام مادارا ظاهر می‌شود. مادارا به شکل یک گربه دارای اضافه وزن است و پس از مرگ تاکاشی قصد دارد دفترچه یادداشت را پس بگیرد. تا آن زمان، او موافقت می‌کند که تاکاشی را در برابر ارواح پلید که می‌خواهند به او آسیب برسانند محافظت کند.